# Btrieve
Btrieve（ビートリーブ）とは、1980年代はじめに米国ソフトクラフトが開発したISAMライクなレコード・マネージメント・システムであり、現在では後継製品Pervasive PSQL のTransactional EngineとしてファイルI/Oの中核になっている。日本では1987年よりエージーテック社が販売。
ノベルのNetWareにサーバ版がバンドルされ1990年代にはかなり広く使われた。このため、クライアントサーバモデルのイメージが強いが、サーバを必要としないスタンドアローン用の製品もある。
Btrieveは他の資料では関係データベース管理システム (RDBMS) とされることもあるが、データの管理はファイルごとに独立しており、ファイル間の関連付けまでは管理していない高機能なIAMシステムと言える。また、データの取り扱いの単位はレコードでRDBMSのようなフィールド単位の管理は行っていないため、レコード・マネージャと呼ばれることもある。ISAMよりも優れているのは、複数データ更新の一貫性を保証するトランザクション処理と複数のレコードをまとめて読み書きできるEtendedオペレーションを備えていることである。
データファイルは、Btrieveファイルと呼ばれる固定長ページサイズで管理されている独自のファイル形式になっている。Btrieveファイルは、データレコードを格納するデータページ、インデックスを格納するインデックスページから構成されており、ページ単位にディスクと Btrieveエンジン (Transactional Engine) のメモリーキャッシュ間で読み書きされる。ファイル名については制限がないが、ファイルの拡張子は.preなどの一部の予約されている名称を除き、自由につけることができる。Btrieveファイルは互換性が高く、1995年にリリースされた Btrieveバージョン6.15で作成されたデータファイルを現行バージョンのPervasive PSQL v11で読み書き可能である。 
アプリケーションインタフェースは、BTRV関数を呼び出すプラットフォームに依存しない方法を使用し、C/C++言語、COBOL、BASICなどの高級言語から使用するための言語インタフェースモジュールが提供されている。なお、SQL製品と統合されたPervasive.SQL以降の製品では、ODBC APIなどを使用するSQLアプリケーションからもBtrieveファイルにアクセスすることができる。